# Аре Страндлі
Аре Страндлі (норв. Are Strandli, нар. 18 серпня 1988, Ставангер, Норвегія) — норвезький веслувальник, бронзовий призер Олімпійських ігор 2016 року, чемпіон світу .

## Виступи на Олімпіадах
| Олімпіада           | Дисципліна               | Місце |
| ------------------- | ------------------------ | ----- |
| Лондон 2012         | парна двійка, легка вага | 9     |
| Ріо-де-Жанейро 2016 | парна двійка, легка вага | 3     |

## Зовнішні посилання
- Аре Страндлі — олімпійська статистика на сайті Sports-Reference.com (англ.) (архівна версія)

1. ↑  Are Strandli